# Боссио, Карлос
Ка́рлос Густа́во Бо́ссио (исп. Carlos Gustavo Bossio; род. 1 декабря 1973, Кордова, провинция Кордова, Аргентина) — аргентинский футболист, выступавший на позиции вратаря.

## Карьера

### Клубная
Карьера Карлоса Боссио началась в клубе «Лас-Пальмас», в его родном городе. Вскоре он перешёл в «Бельграно», где он дебютировал в его составе в сезоне 1993/94.
Ещё через год он перешёл в «Эстудиантес», за который он выступал 5 лет. Боссио вошёл в историю аргентинского футбола 12 мая 1996 года в матче против «Расинга». 
В 1999 году Карлос уехал в Португалию и 2 сезона играл за «Бенфику». Затем сезон выступал за «Виторию» и в 2002 году снова вернулся в «Бенфику». За 2 года в клубе он лишь несколько раз выходил на поле. Не получая должного игрового времени, Карлос вернулся в Аргентину и пополнил ряды «Лануса». В течение пяти сезонов Боссио играл за клуб, был одним из лидеров команды, а также помог своему клубу стать чемпионом в 2007 году (Апертура). В 2009 году Боссио перешёл в мексиканский «Керетаро», за который отыграл один год. В данный момент Боссио является свободным агентом.

### В сборной
Боссио дебютировал в сборной в 1994 году, выступая во второй по значимости лиги чемпионата Аргентины. В официальных турнирах провёл 11 матчей, участвовал в Олимпийских играх в Атланте в 1996 году, в Панамериканских играх 1995 года, в Кубке Короля Фахда 1995, а также в нескольких матчах отборочного турнира к чемпионату мира 1998 в 1996 году.

## Достижения
«Бенфика»
- Обладатель Кубка Португалии: 2004
- Вице-чемпион Португалии: 2002/03, 2003/04
- 3-е место в чемпионате Португалии: 1999/00

«Ланус»
- Чемпион Аргентины: 2007 (А)
- Вице-чемпион Аргентины: 2006 (Клаусура)
- 3-е место в чемпионате Аргентины: 2009 (Клаусура)

Сборная Аргентины
- Победитель Панамериканских игр: 1995
- Финалист Кубка Короля Фахда: 1995
- Вице-чемпион Олимпиады: 1996